# Супонєво (Брянська область)
Супо́нєво (рос. Супонево) — село, в минулому смт, в Брянському районі Брянської області, Росія.
Розташоване на правому березі річки Десна, притоці Дніпра.
Населення селища становить 8 782 особи (2009; 8 004 в 2002).
Поселення є приміським селом Брянська, знаходиться на його південній околиці. З 1976 до 2002 року мало статус селища міського типу.
Селище відоме старовинним Свенським монастирем.